# La Madeleine

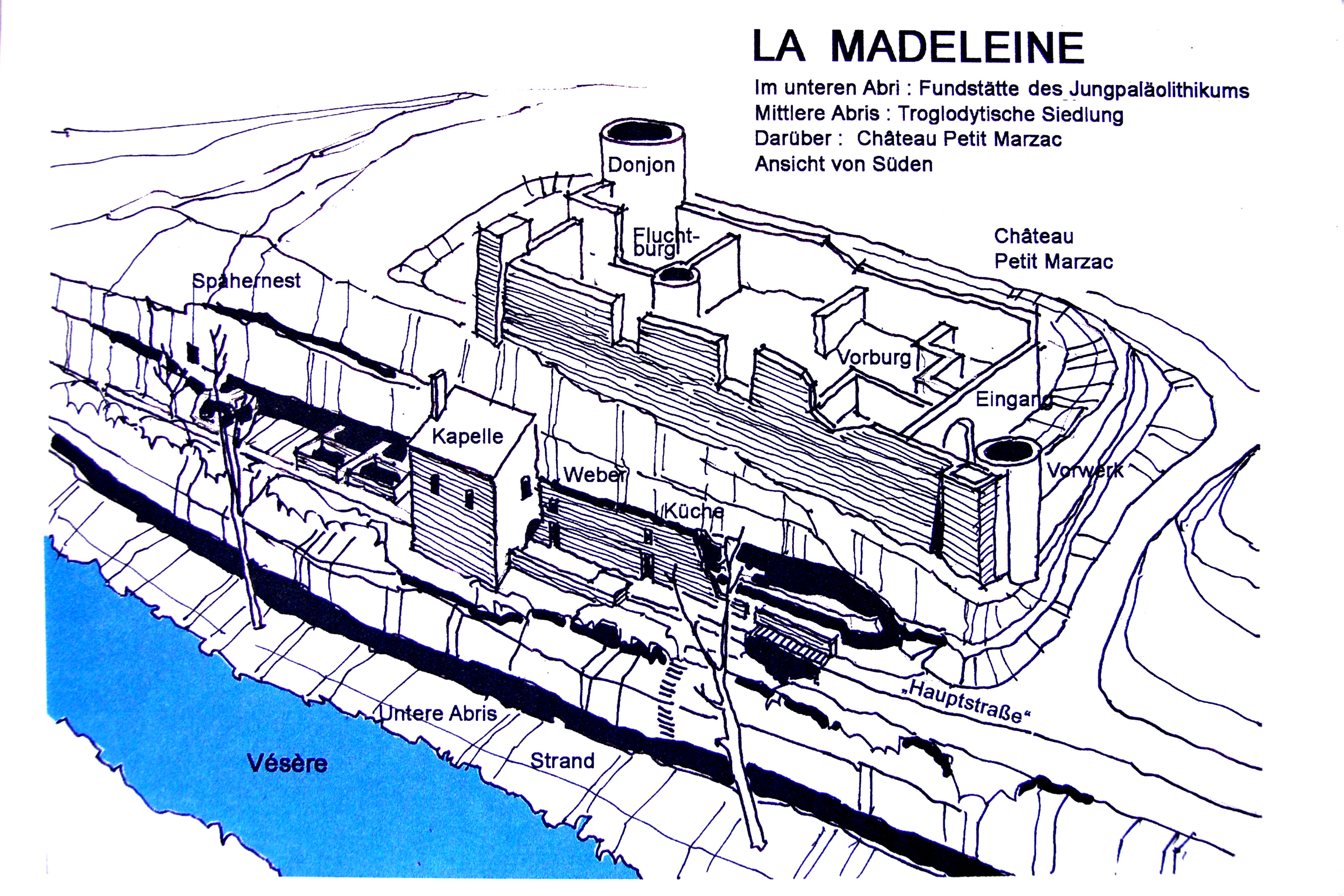
La Madeleine, Ansicht von Süden

La Madeleine ist ein über tausende von Jahren bis in die frühe Neuzeit benutzter Siedlungsplatz im heutigen Frankreich, der ca. 5 km nordöstlich von Les Eyzies-de-Tayac-Sireuil an einer engen Schleife der Vézère angelegt wurde. Er gehört zur Gemeinde von Tursac, die in der Region Nouvelle-Aquitaine liegt – genauer im Département Dordogne, der ehemaligen Provinz Périgord. Für den jungpaläolithischen Zeitabschnitt des Magdalénien fungiert diese bedeutende Fundstelle als Typlokalität. Sie befindet sich im unteren Abri (Felsüberhang) unterhalb der der Heiligen Magdalena gewidmeten Kapelle des troglodytischen Dorfes.

## Geschichte

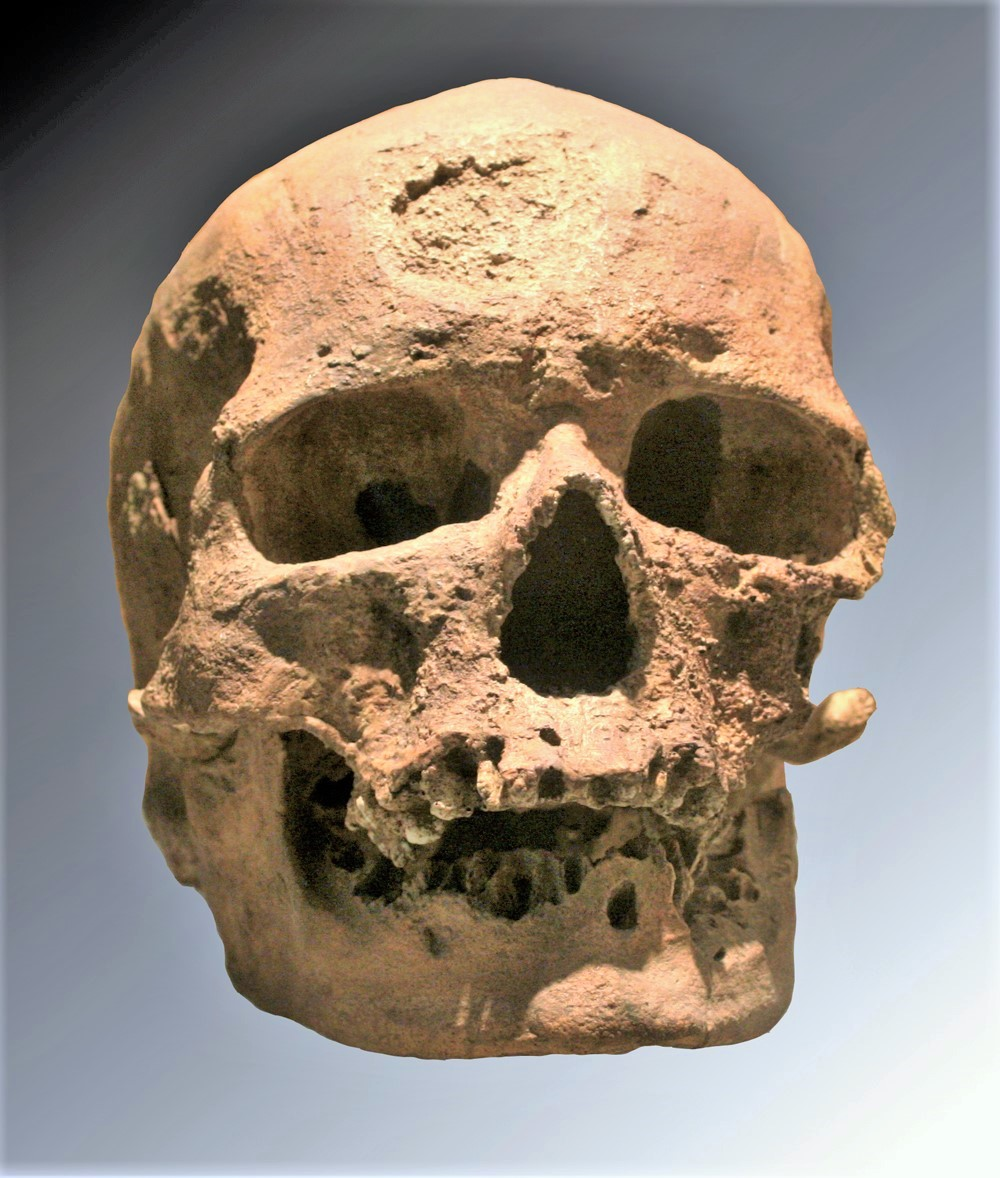
Schädel des Cro-Magnon-Menschen

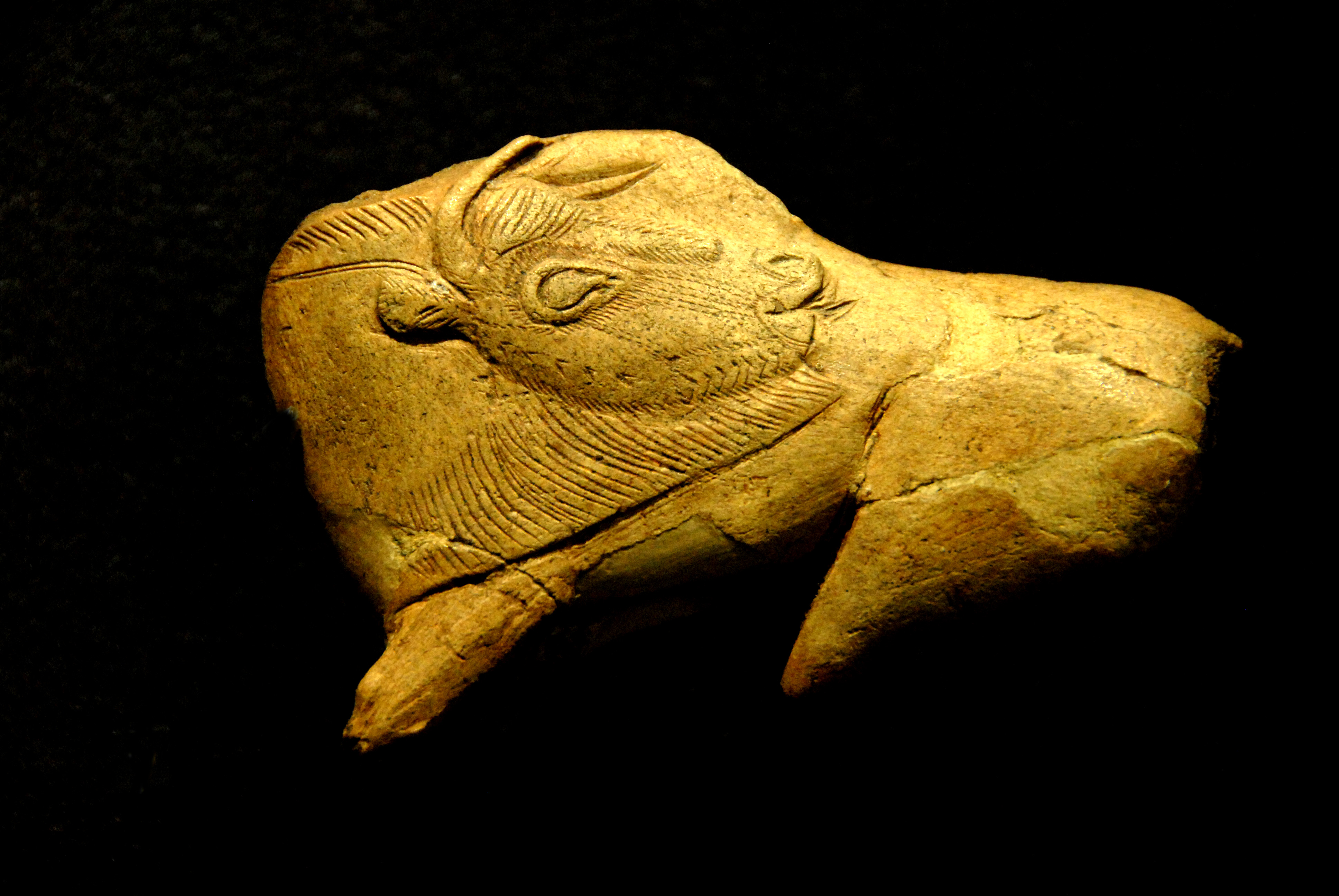
Steppenbison aus Rentiergeweih, 10 cm, Fundort La Madeleine

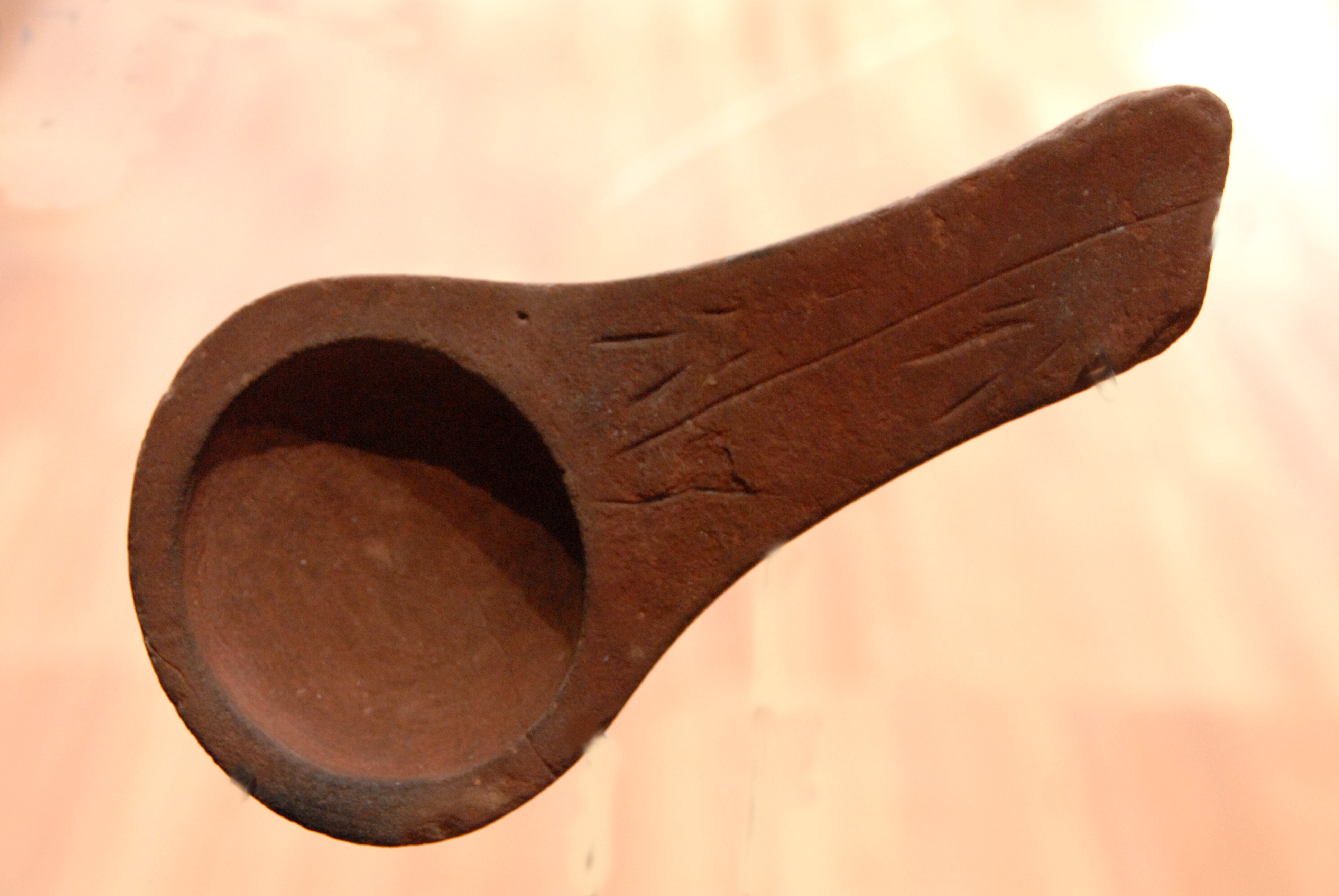
Lichtlöffel = Talglampe

Zum prähistorischen Abschnitt ausführlicher siehe unter: La Madeleine (Abri)
Seit dem Rückzug des Meeres aus dem östlichen aquitanischen Becken am Ende der Kreidezeit vor rund 65 Millionen Jahren haben sich Vézère, Dordogne, Lot und Tarn tief in die Schichten aus Kalk- und Kreidegestein eingeschnitten und dabei die heute bekannten Mäander der Flusstäler mit deren Steilwänden und Abris gebildet.
Vor rund 17.000 Jahren ließen sich Cro-Magnon-Menschen (benannt nach dem Fundort Cro-Magnon in Les Eyzies-de-Tayac-Sireuil und Nachfolger der ausgestorbenen Neandertaler) in den Abris unter den nach Süden weisenden Steilfelsen von La Madeleine in Höhe des Flusses Vézère nieder. Diese boten natürlichen Schutz gegen Witterungseinflüsse, die südliche Ausrichtung wärmte den Siedlungsplatz. Die offenen Seiten der Abris konnten mit Reisig und Fellen oder ähnlichen Leichtkonstruktionen verschlossen werden. Zuflucht boten auch Höhlen, in denen sich die Menschen mit Hilfe von Feuer vor Raubtieren schützen konnten. Die Umgebung bot reichlich jagdbare Nahrung wie Wild und Fisch.

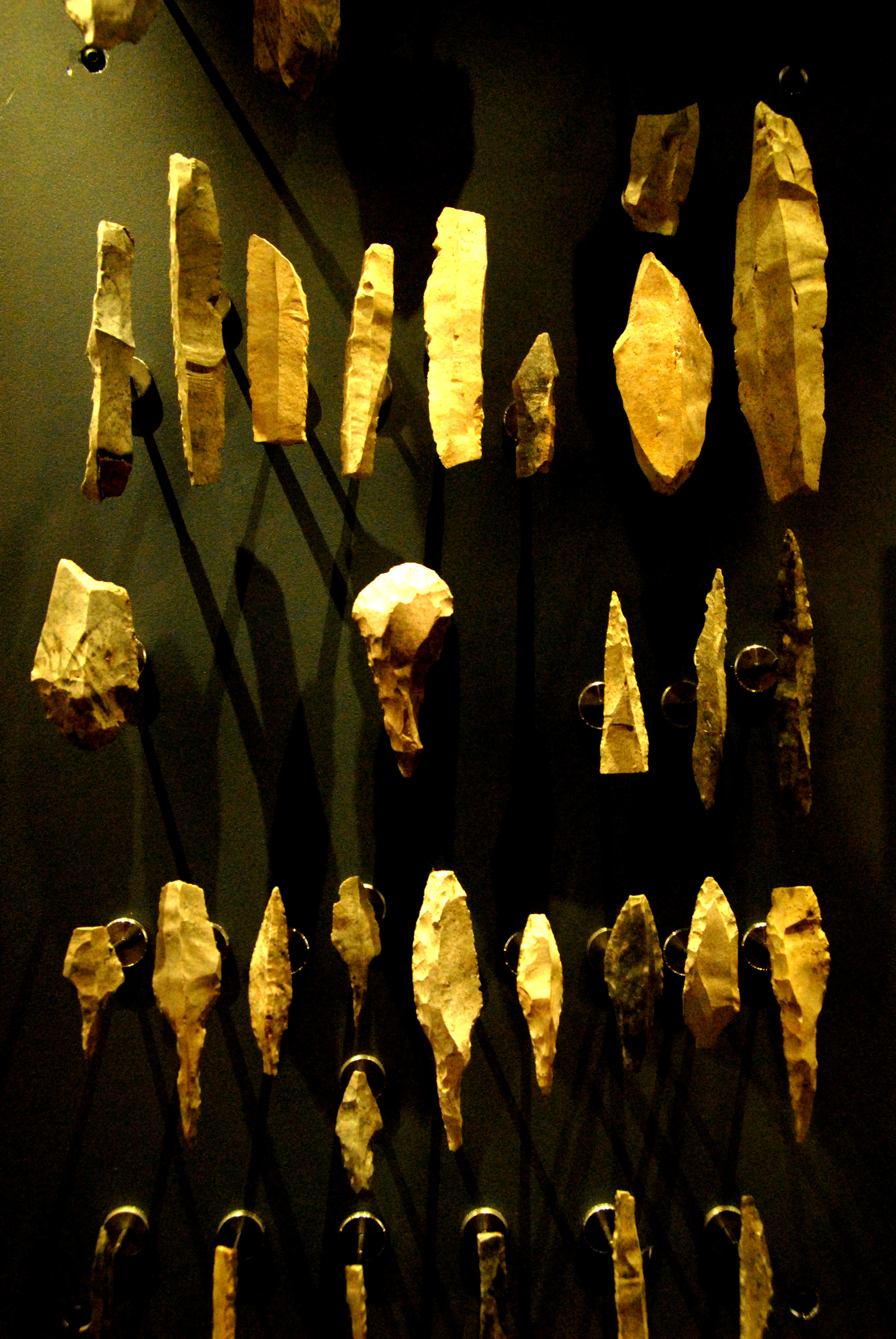
Pfeilspitzen und Messer

Auf prähistorische Spuren stieß man in La Madeleine im Jahr 1863. Das Grab des „Kindes von La Madeleine“ war eine einmalige Entdeckung. Eine Grabungsschicht zwischen 20.000 und 12.000 vor Beginn unserer Zeitrechnung datiert, förderte eine Fülle von Pfeilspitzen, Stein- und Knochenwerkzeugen, Schmuck und Kleinkunstwerken zu Tage – als Beispiel ein 10 cm großer Steppenwisent (Bison priscus), in dynamischer Haltung, auf Elfenbein (siehe Foto ganz oben rechts). Diese Epoche des Jungpaläolithikums benannte man nach dem Fundort der für die Zeit repräsentativen Fundstücke dann folgerichtig auch als das Magdalénien. Eine große Auswahl dieser Fundstücke ist im neuen Nationalmuseum für Frühgeschichte in Les Eyzies-de-Tayac ausgestellt.
Die Ausgrabungen von Ruinen römischer Dorfanlagen und einer Villa nahe der Burg Petit Marzac, oberhalb der Siedlungsstätte, erinnern an die Besatzungszeit von Aquitanien durch die Römer.
In den späteren Jahrhunderten mussten sich die Bewohner des Périgords nicht nur vor Raubtieren, sondern auch vor den kriegerischen Einfällen der Normannen (Wikinger) und Sarazenen schützen. Die Entstehung der troglodytischen Besiedlungen der Steilfelsen von La Madeleine im 8. Jahrhundert ist nachgewiesen. Man nutzte vorhandene natürlich entstandene Aushöhlungen und Abris, ein gutes Stück oberhalb des Talgrundes oder Flussbettes, die dann den Bedürfnissen der künftigen Bewohner entsprechend ausgeweitet und geformt wurden. Die einzige offene Seite der Höhlung wurde mit einer Konstruktion, dem bekannten Fachwerk ähnlich, aus Holzgefachen, Flechtwerk und Strohlehm verschlossen. Es gab darin sicher auch Fenster- und Türöffnungen. Komfortablere Behausungen oder Betriebe waren mit Außenwänden aus Steinmauerwerk abgeschlossen. Die Raumaufteilung erfolgte mit leichten Wänden aus Flechtwerk und Strohlehm oder auch aus Steinmauerwerk.
Höhlungen größerer Höhe erhielten Zwischendecken aus Holzbalken oder hatten natürliche Felszwischendecken. Die untere Etage war vorgesehen für Haustiere, wie Schafe, Schweine und Geflügel. Die obere diente den Menschen als Schlafstätte.
Die Zugänge zu den troglodytischen Behausungen wurden meist eng gehalten und man benutzte häufig Holzstege oder Leitern. Solche eher mühseligen Zugänge konnten mit verhältnismäßig geringem Aufwand verteidigt oder entfernt werden. Im Mittelalter entstanden daraus die Zugbrücken.

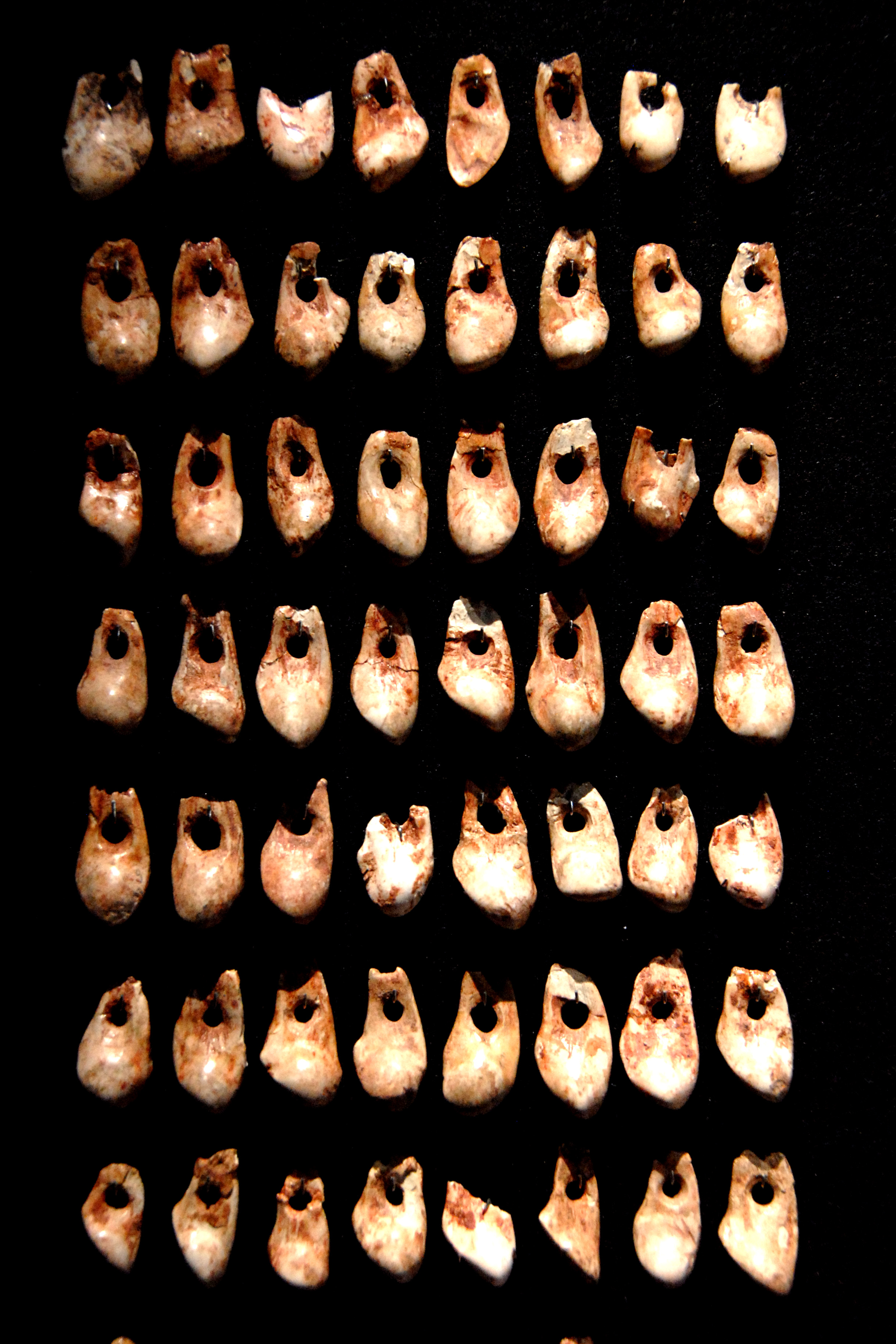
Kleine Schmuckmuscheln

Die Ursprünge der kleinen Burg „Petit Marzac“ oben auf dem Felsrücken liegen schon im 8. Jahrhundert. Die Burg verschaffte dem Dorf La Madeleine im Tal größeren Einfluss, im Vergleich zu anderen Siedlungen.
Zwischen dem 8. und 13. Jahrhundert erfuhr das Dorf im Felshang einen beträchtlichen Aufschwung. Hier lebten nicht nur Landwirte, sondern auch Handelsleute mit ihren Familien. Ihr Alltag bestand aus Fischen, Viehzucht, Gemüseanbau, Handel und Bauarbeiten zum Erhalt und Erweiterung der Wohnstätten. Der Fluss spielte dabei eine nicht unerhebliche Rolle. Er brachte nicht nur Nahrung und Wasser, sondern bot auch Schutz.
Der rege Bootsverkehr auf der Vézère mit den so genannten „Gabarres“ trug zum wirtschaftlichen Erfolg bei. Von den Booten aus wurde nicht nur gefischt, sie waren auch geeignet für den Transport großer Mengen von Steinen, zum Beispiel für den Burgenbau, ferner von Holz, Leder und anderen Handelsgütern.
Die Gründung und der Betrieb von troglodytischen Siedlungen ermöglichte die Entwicklung sozialer Strukturen.
Im 14. Jahrhundert überzog der Hundertjährige Krieg Aquitanien mit Blut und Schrecken. Gleich zu Beginn brach der schwelende Konflikt zwischen Franzosen und Engländern wieder offen aus. Das Dorf La Madeleine und die Burg gehörten zur Familie derer von Sireuil, die beides gegen englische Angreifer und marodierende Horden mehrfach verteidigen mussten. Die Technik des Verteidigungssystems wurde verstärkt. Löcher in den Felswänden deuten darauf hin, dass größere Verteidigungsanlagen bestanden, die über die Vézère hinaus ragten. Zu der Zeit war die „Hauptstraße“ des Dorfes voll mit Bewohnern, Soldaten und Großvieh.
Im Jahr 1400 übernahm die Familie Beynac de Tayac die Burg, bis sie 1623 abbrannte und alle Bewohner Burg und Dorf verließen. Nur eine Weberfamilie blieb vor Ort. Hin und wieder suchten hier Hirten oder Bauern nächtlichen Unterschlupf. Die letzten Bewohner verließen Anfang des 20. Jahrhunderts La Madeleine.

## Einzelheiten von La Madeleine

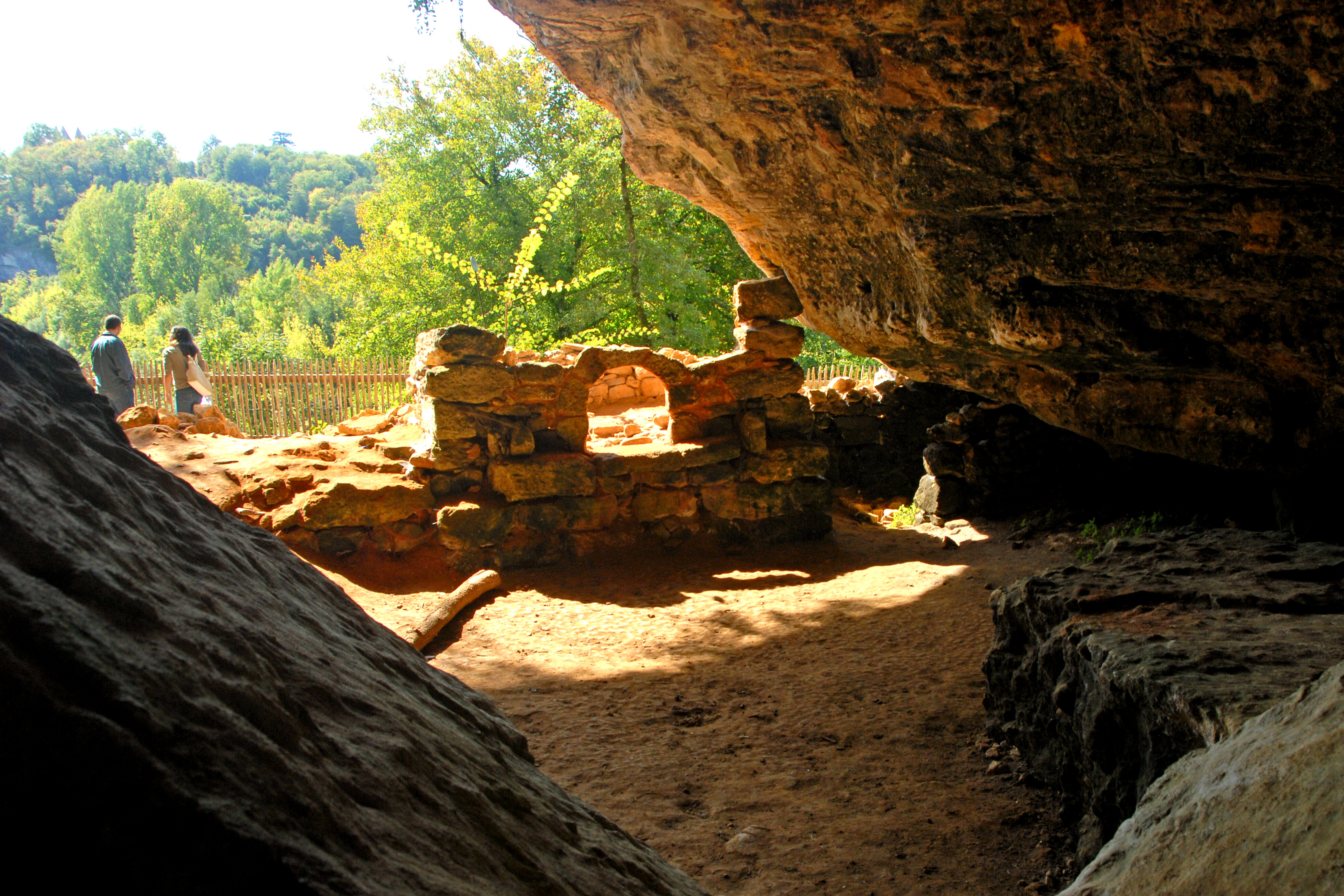
Backofen, 1. Siedlungsstätte

### Erste Siedlungsstätte
Das troglodytische Dorf von La Madeleine unterteilt sich grob in zwei voneinander abgesetzte Abschnitte. Die weiter östlich gelegene erste Siedlungsstätte ist in der Grundfläche ein recht großer Saal, der weit in den Felsenhintergrund hineinreicht. Auf der gesamten Bodenfläche verteilt sind lose herumliegende und aufgeschüttete Mauersteine, ergänzt durch riesige Felsbrocken, die sich einmal von der Decke gelöst haben. Aus den Steinhaufen ragen aufgemauerte Wandstücke heraus, aus denen man Grundrisse eines Wohnhauses erahnen kann. Überdies ist ein gemauerter Bogen eines ehemaligen Backofens erkennbar.
An der oberen Felswand sorgte eine ausgestemmte Rinne für die Wasserversorgung. Vor der Höhlung wurde mittels einer Holzkonstruktion ein Platz für einen Beobachtungsposten geschaffen.

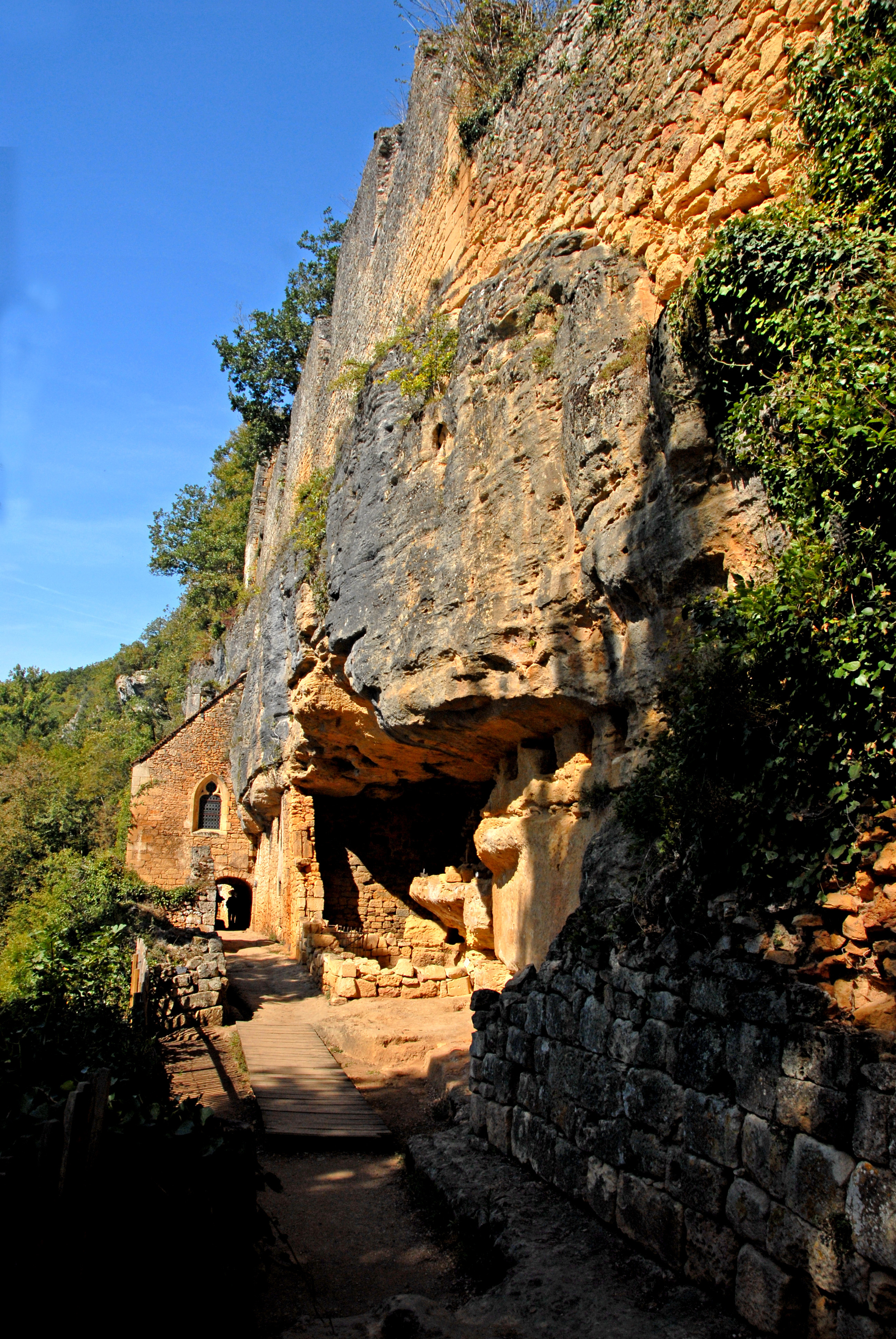
Hauptstraße, Zugang mit Steg

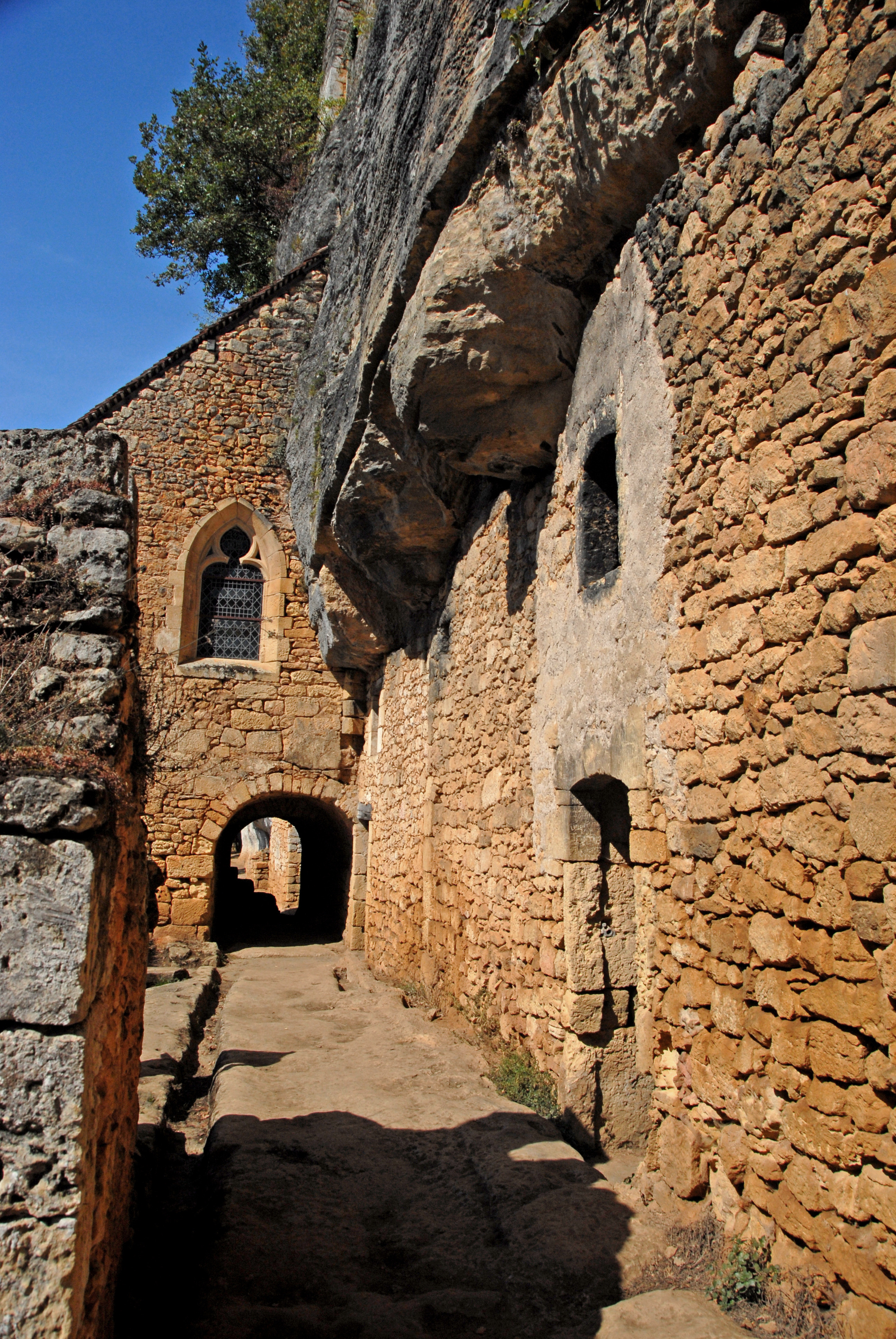
Hauptstraße, Tür, Küche, Kapelle, Felswand

### Zweite Siedlungsstätte
Wenn man dem Verbindungsweg zwischen den beiden Siedlungsstätten in westliche Richtung folgt, stößt man auf die zweite, wesentlich größere Siedlungsstätte, und die eigentliche „Hauptstraße“, die mit einer Holzbrücke (zur Verteidigung entfernbar) beginnt, und dann an allen Häusern des Siedlungsplatzes vorbeiführt. In die Straße eingestemmt sind Abflussrinnen, zur Ableitung von Regen- und Abwasser der Bewohner, und Pfostenlöcher für eine Überdachung der Hauptstraße.
Die meisten Außenwände der troglodytischen Behausungen hat man in La Madeleine, möglicherweise erst später, mit massivem Mauerwerk ausgestattet, um eventuelle Angriffe auf die Siedlung vom Talgrund oder von Booten aus zu vereiteln. Zusammen mit der Überdachung der „Hauptstraße“ wurden so die Behausungen vor Pfeilschüssen, besonders solchen mit Brandsätzen, geschützt.

### Erstes Haus
In der ersten offenen Höhlung befindet sich eine Zwischendecke aus Fels, die in aufwendiger Stemmarbeit aus dem vollen Felsmaterial herausgearbeitet worden ist. Die niedrige Höhe der dadurch entstandenen unteren Etage lässt auf nur kleine Haustiere schließen. In den Fels sind hier Futtertröge eingelassen. Die ersten Schichten der Außenwand weisen darauf hin, dass die gesamte Außenwand bis unter die Außenkante der Felsdecke des Abris aus Steinmauerwerk bestand, wie auch bei den anschließenden beiden Häusern.

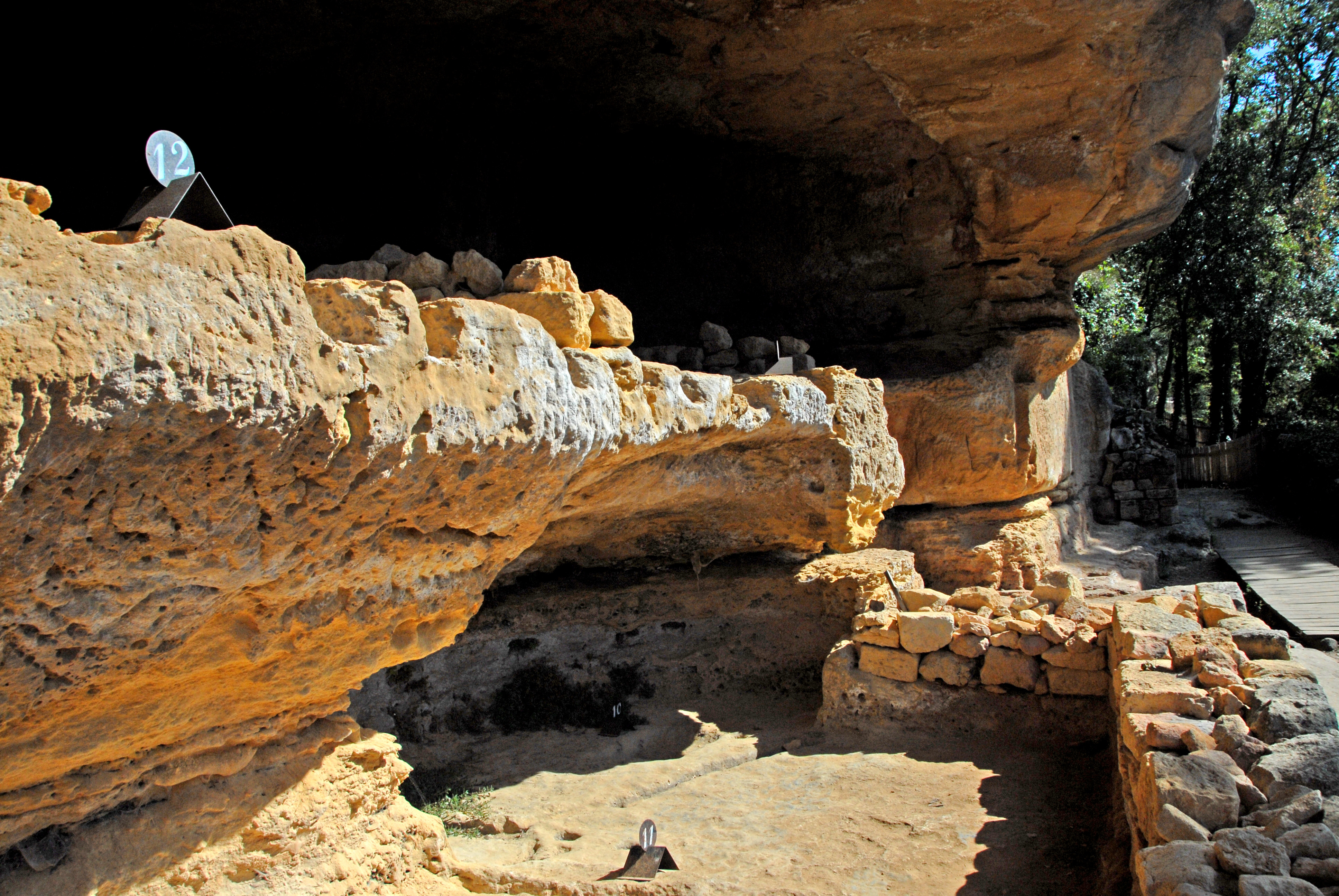
2. Siedlungsstätte, 1. Haus, zwei Etagen, Grundmauer der Außenwand
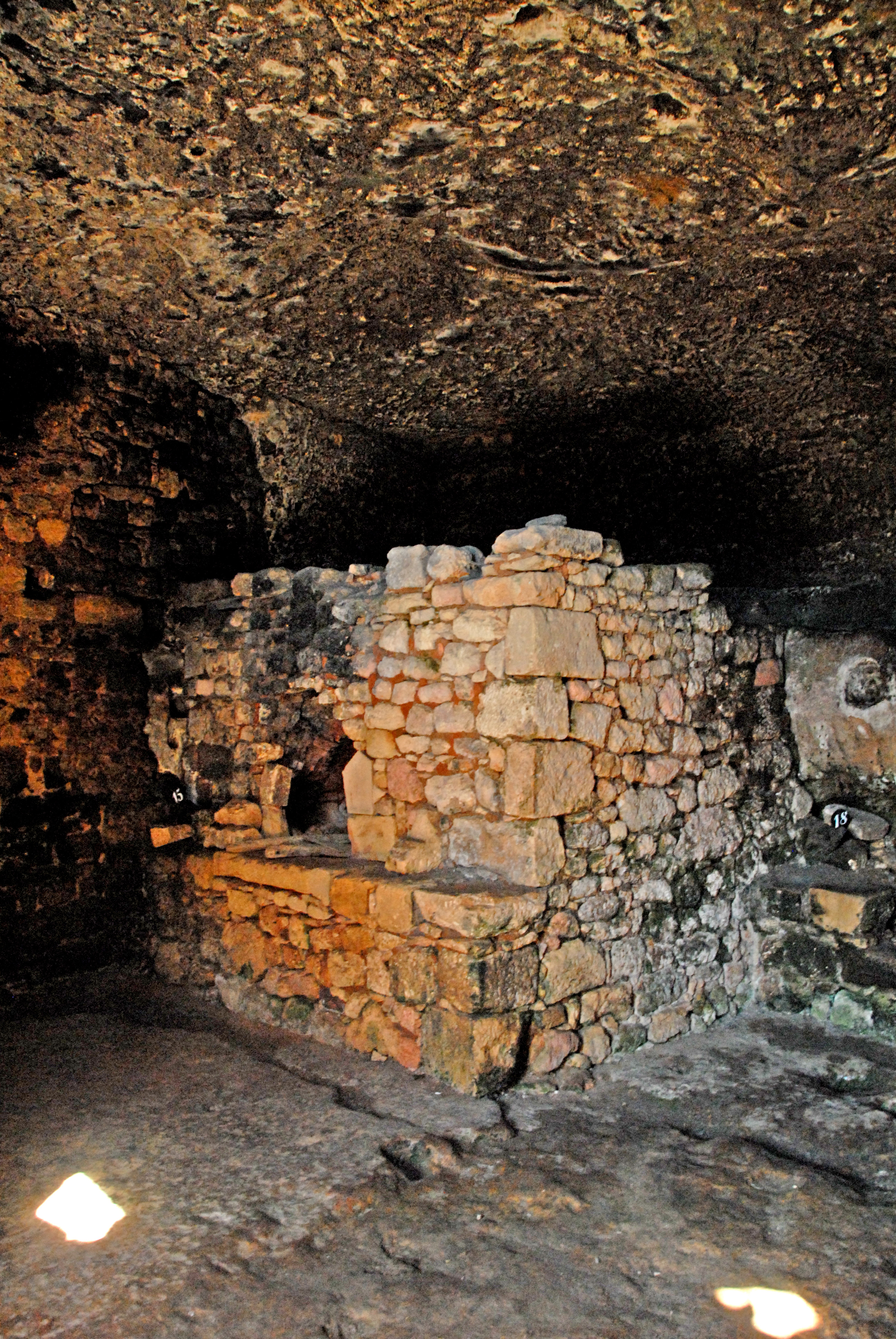
Backofen, Küche
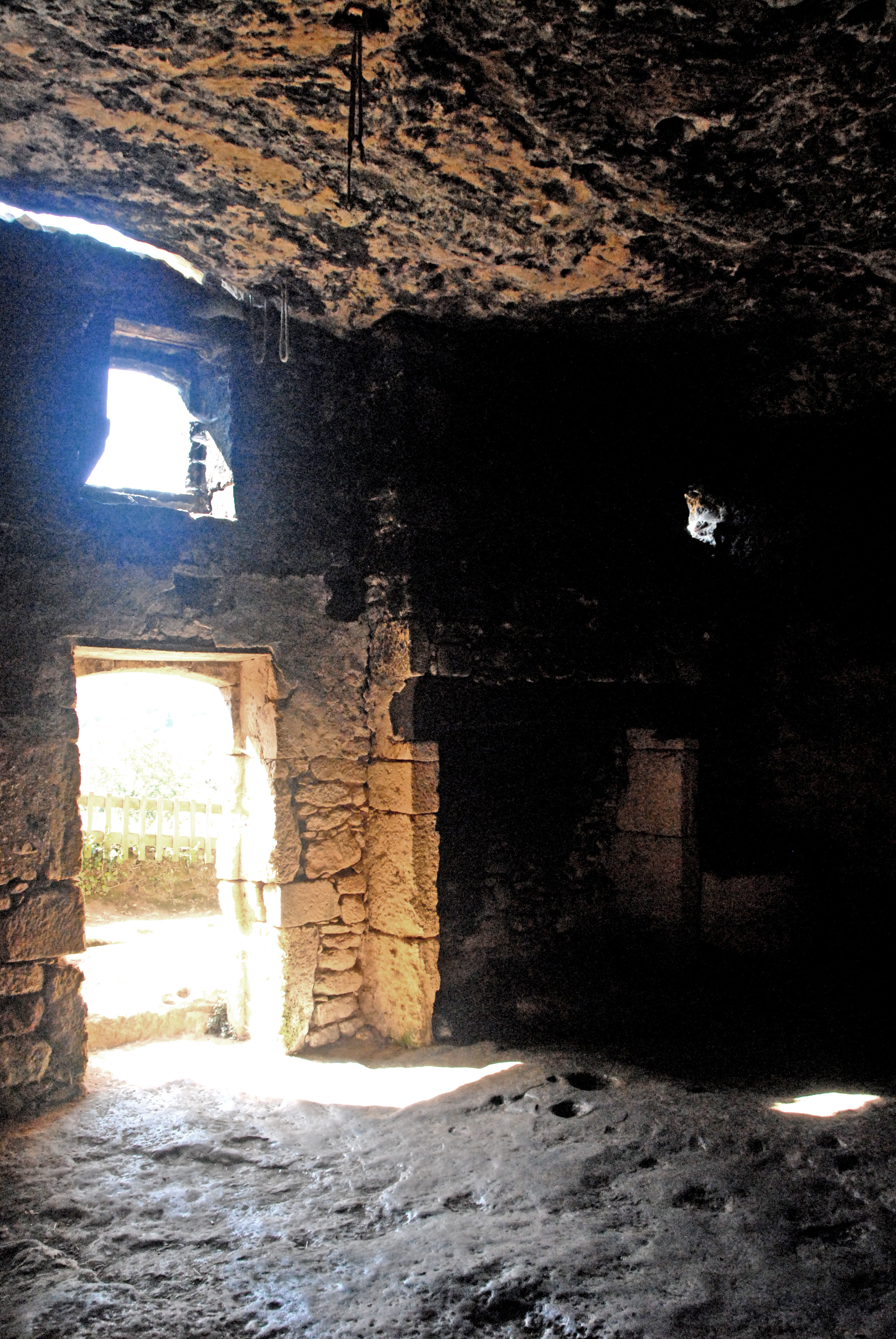
Hauptstraße, Küche, Tür und Kamin
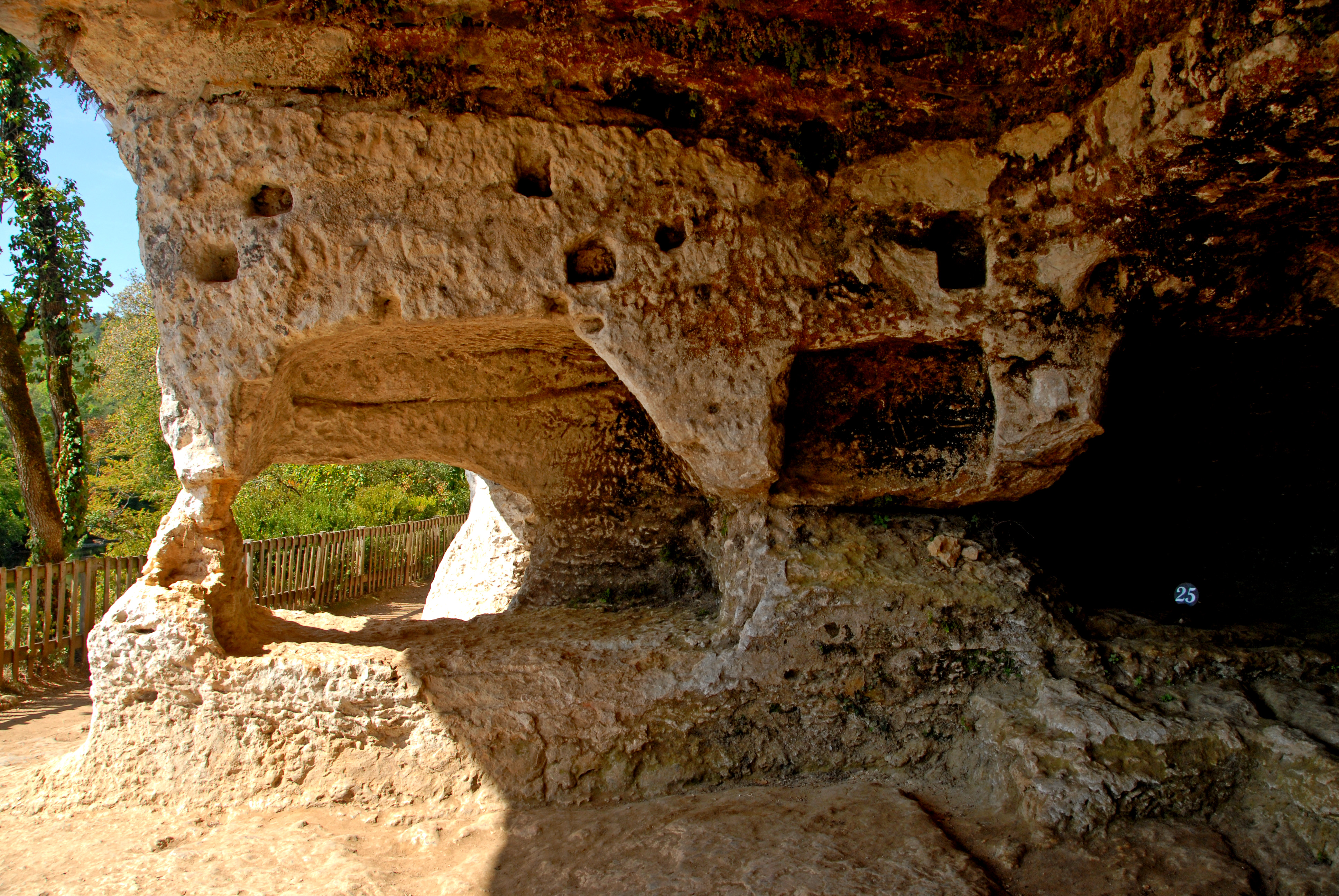
Brunnen, Versammlungsplatz

### Die Küche

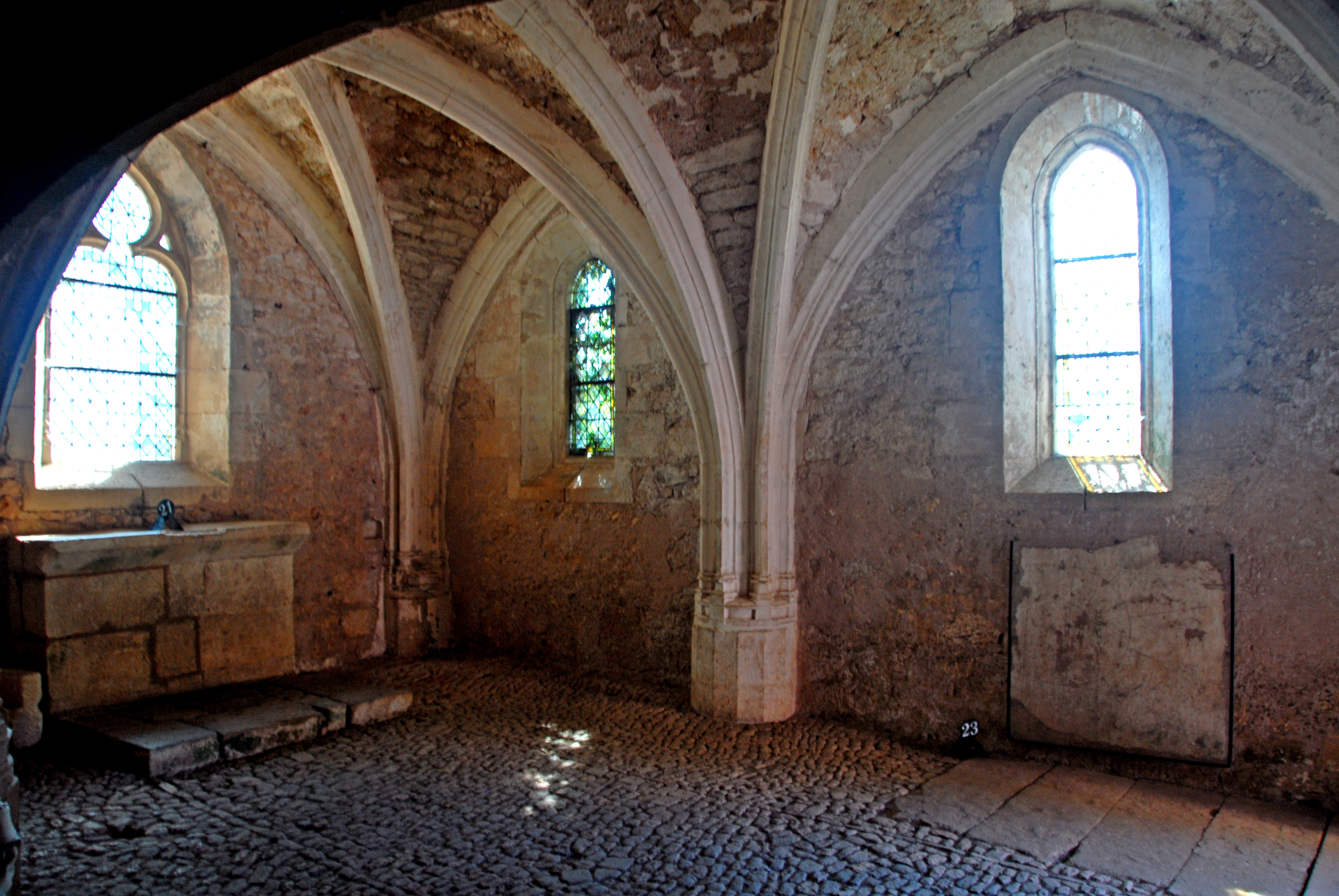
Kapelle, gotisches Gewölbe

Die Küche war noch bis in das 18. Jahrhundert in Gebrauch. Sie war das Zentrum des Dorfes. Man sieht einen Backofen, einen Kamin zum Kochen und zum Räuchern von Fleisch und Fisch, und eine in den Fels geschlagene Truhe. Ferner gibt es in einer Raumecke auf dem Boden ein großes rundes Steingefäß. Die Bedeutung der in den Felsboden eingebrachten Löcher und Vertiefungen sind bis heute unklar. Der sich unter der Decke ansammelnde Rauch zog durch eine Öffnung über der Tür ins Freie. Die Felswand darüber trägt noch schwarze Rußspuren.

### Das Weberhaus
In diesem Raum wohnte und arbeitete der Weber. Die Löcher und Vertiefungen im Boden sind vermutlich die Halterungen des Webstuhls und anderer Gerätschaften. 

### Die Kapelle Sainte-Madeleine

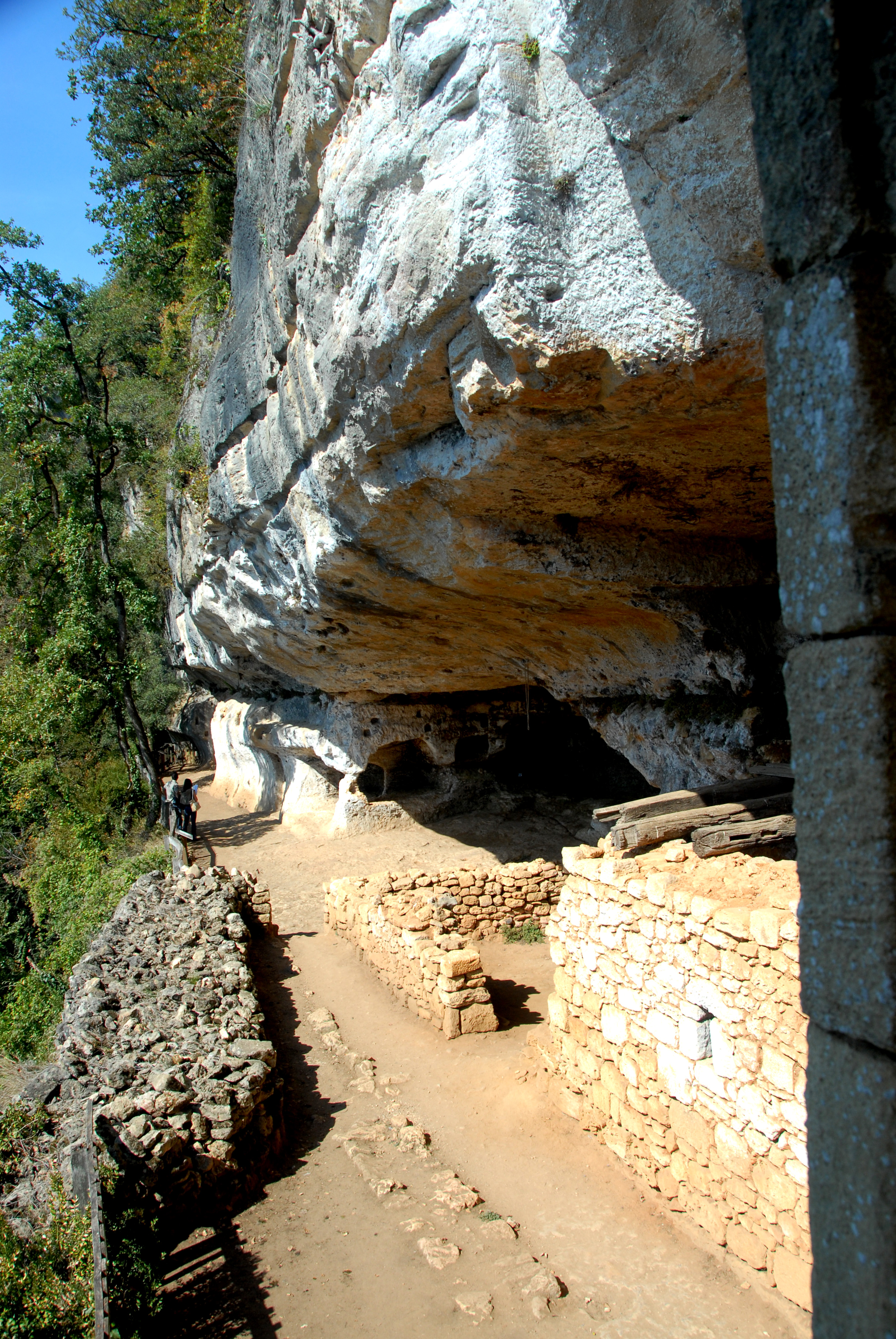
Hauptstraße hinter Kapelle, Fundament einer ehemaligen Außenwand

Hinter dem Weberhaus schließt die Kapelle Sainte-Madeleine unmittelbar an. Die „Hauptstraße“ führt unterhalb der Kapelle durch einen Gewölbedurchlass zu den dahinterliegenden Behausungen der Siedlung. Adelsfamilien aus Burg und Dorf ließen die alte troglodytische Kapelle ausbauen. Auf den Umrissen einer ehemaligen romanischen Kapelle wurde eine zweite Kapelle errichtet – im gotischen Stil, gut erkennbar an dem Kreuzrippengewölbe. Unter den Fenstern der Ostseite stehen zwei romanische Altäre. Die Wände schmückten Fresken, von denen nur noch die so genannte „Sonnenuhr“(?) erhalten ist.
Ein Dokument aus dem Jahr 1737 belegt, dass „die Burg und das umliegende Gebiet von Mademoiselle Elisabeth-Rosalie d’Estrée de Tourbe an Arnaud Simon-Claude d'Estanges, Marquis von Sainte Alvère verkauft wurde, der dann die Kapelle den Dorfbewohnern öffnete und sie der Sainte-Madleine widmete.“
Auf der Gegenseite der Kapelle führt eine eingehauste Treppe in acht Stufen hinauf zum Kirchenraum.

### Weitere Behausungen
Hinter der Kapelle setzt die „Hauptstraße“ ihren bisherigen Verlauf fort und führt an den eingeschossigen Mauerwerkswänden von Stallungen vorüber; auf den Wänden liegen noch die Deckenbalken für das zweite Geschoss mit den Schlafstellen der Bewohner.
Vor den straßenparallelen Wänden kann man in der Straßenoberfläche noch die Grundmauern von Außenwänden erkennen, die direkt senkrecht unter der äußeren Deckenkante des Abris verlaufen.

### Versammlungsplatz

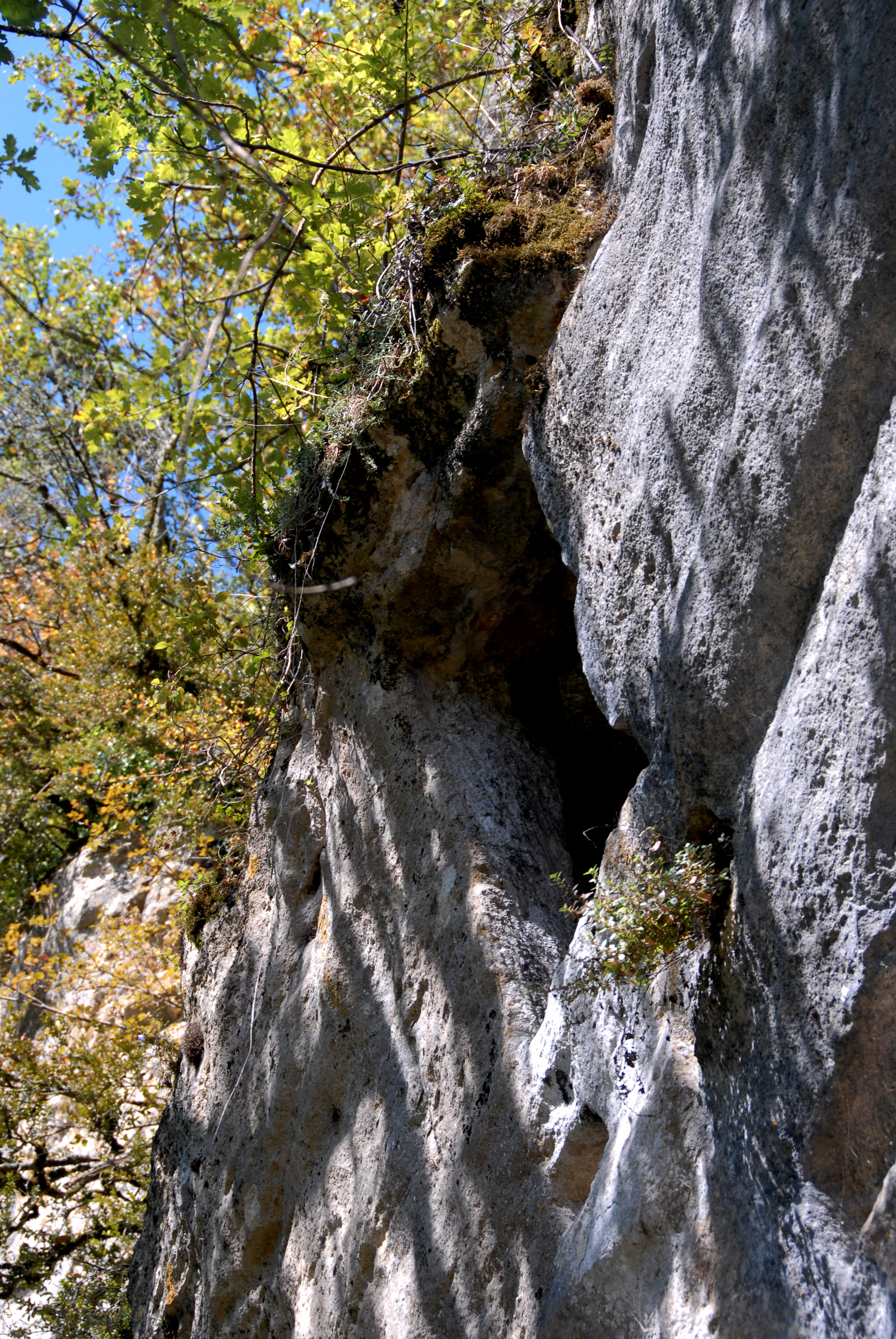
Spähernest

Anschließend erweitert sich die „Hauptstraße“ dann zu einem Platz, der wahrscheinlich für Versammlungen der Dorfbewohner und der Herrschaft der Burg benutzt wurde. Die im Boden aufgetragene Erhebung könnte einem Vortragenden, etwa Bürgermeister oder Richter, besseren Überblick und Gehör verschafft haben.

### Brunnen
Gleich dahinter befindet sich in Hüfthöhe eine Aushöhlung, ein Brunnen, der von unbekannten Zuflüssen gespeist wurde und nur sporadisch aufwallte.

### Spähernest
Am Ende der Straße sieht man hoch oben in der senkrechten Felswand eine rechteckige Öffnung mit dahinter liegendem Hohlraum. Vermutet wird, dass dies der wettergeschützte Platz eines Spähers war, der von hier aus einen ausgezeichneten Überblick über die gesamte Flussschleife hatte. Dieser Beobachtungsposten ist einer von vielen, die entlang der mäandrierenden Vézère so platziert sind, dass sich die Späher flussab- oder flussaufwärts untereinander sehen und hören konnten. Mit Blashörnern oder Trompeten, im Dunkeln auch mit Fackeln konnte dann Alarm gegeben werden, den auch die Bewohner der Dörfer entlang der Späherkette wahrnehmen konnten.

### Die Burg „Petit Marzac“ und ihr Verteidigungssystem

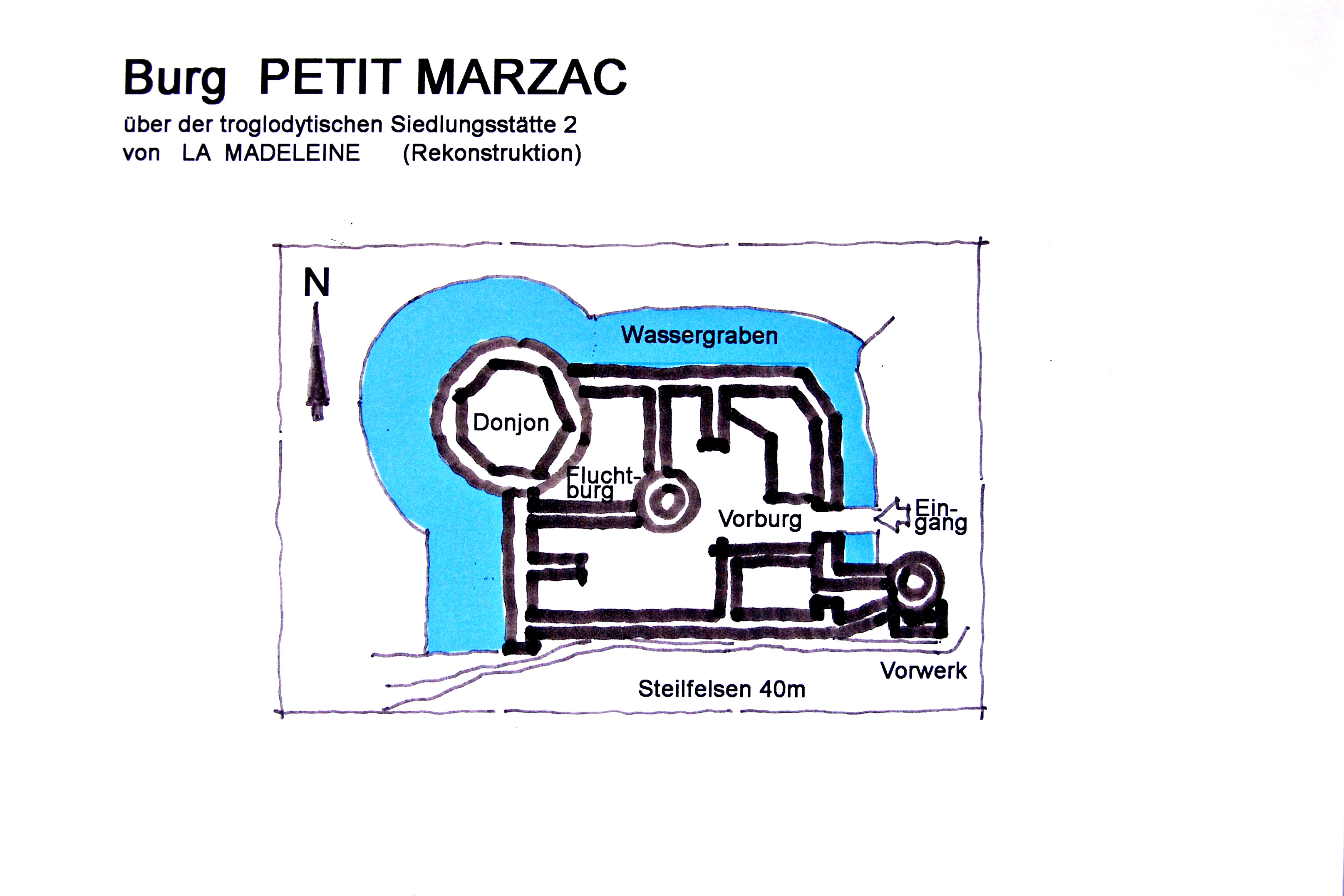
Burg Petit Marzac, Rekonstruktion

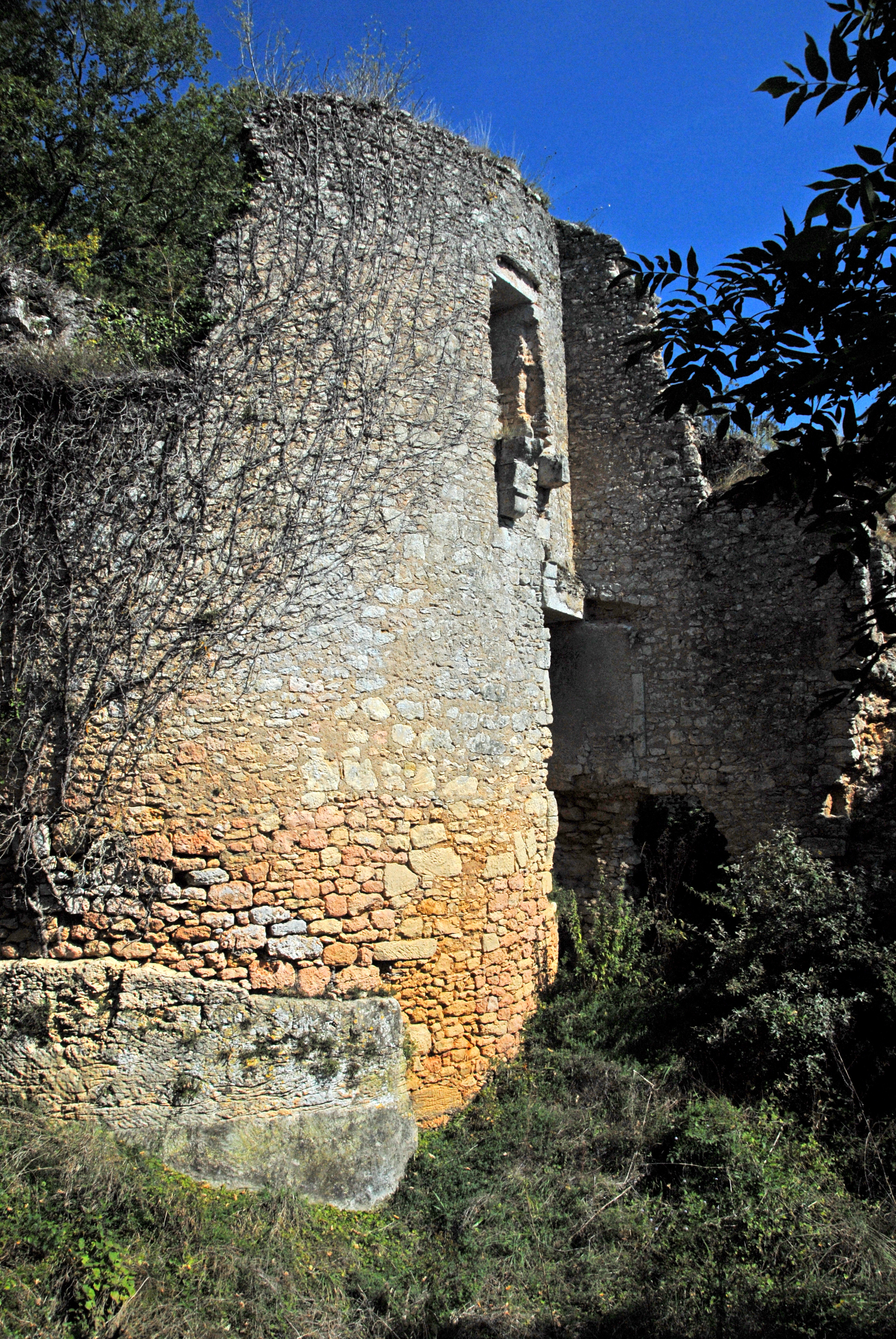
Donjon von Petit Marzac

Die Burg ist direkt auf dem Anstehenden erbaut und nimmt eine Grundfläche von 400 Quadratmetern ein, ohne die Gräben. Der Grundriss der Burg ist rechteckig, ihre lange Seite zur Vézère hin steht unmittelbar an der Kante der 40 Meter senkrecht abfallenden Felswand. Vom Fluss aus gesehen ist der Übergang von Felswand und Burgmauerwerk fließend, die Mauern scheinen aus der Steilwand empor zu wachsen. Vor den drei nicht an die Steilwand grenzenden Wehrmauern der Burg hielten Wassergräben die Angreifer auf Abstand.
Am östlichen Ende dieser Außenwand und in dessen Verlängerung springt ein schmales Bauteil vor, von einem schlanken Rundturm abgeschlossen. Diese Konstruktion ist eine Art Vorwerk (Barbacane) zur Überwachung und Verteidigung des unmittelbar angrenzenden Burgeingangs. Gleichzeitig konnte man von ihm aus den Zugang über den Steg zum troglodytischen Dorfteil 2 und zur „Hauptstraße“ kontrollieren. Das Eingangsportal zur Burg war so bemessen, dass auch Fuhrwerke es passieren konnten. Vor dem Portal die übliche Zugbrücke, die nach Bedarf hochgezogen oder herabgelassen wurde.
Die Burg ist ein dreigliedriges Verteidigungssystem aus Vorburg, Fluchtburg und der letzten Rückzugsmöglichkeit, dem Donjon (Bergfried).

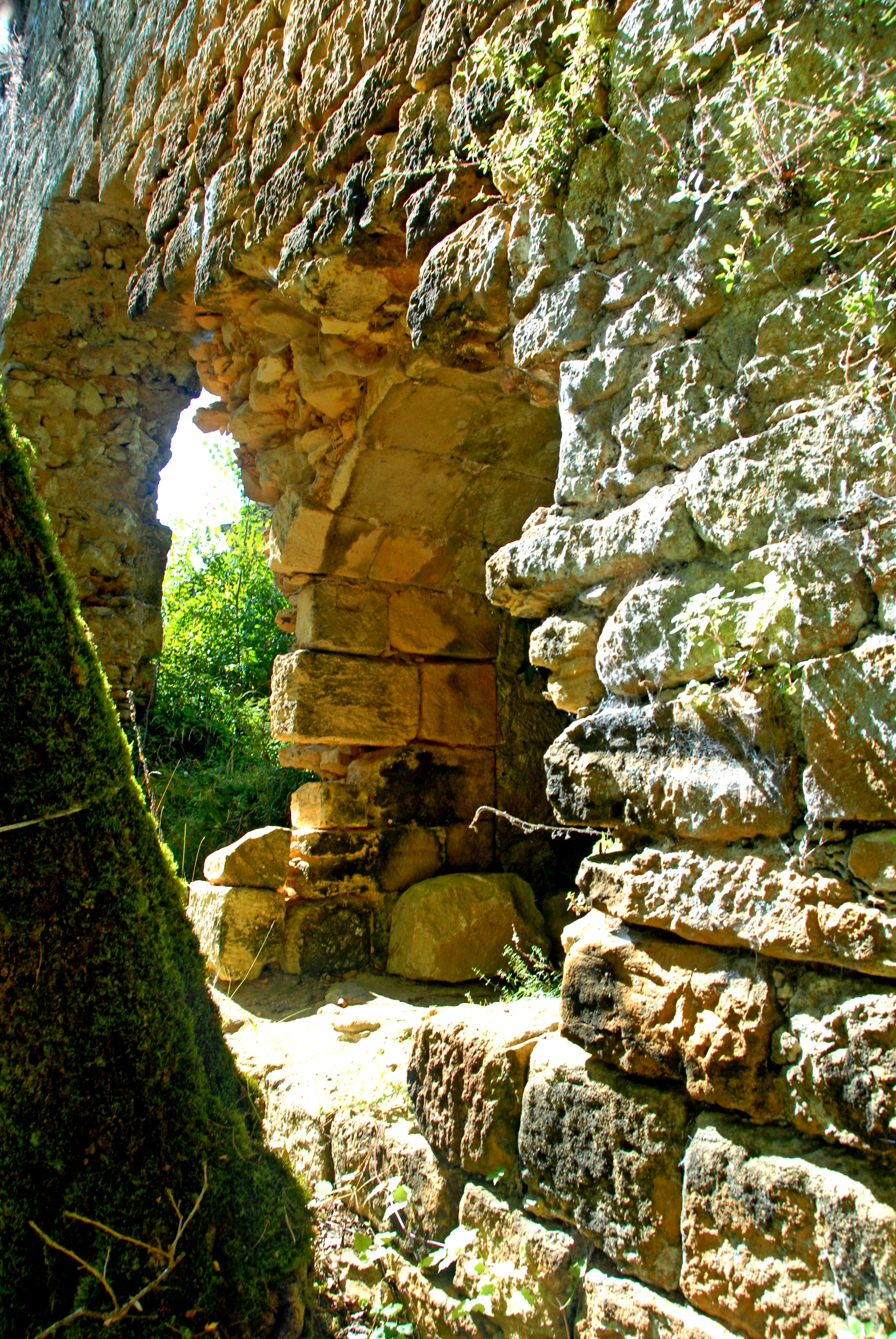
Mauerwerk der Burg im Zerfall

Die Vorburg ist der geräumigste Teil der Festung gleich hinter dem Portal, in L-förmigem Grundriss, mit Gebäuden für den täglichen Bedarf der Wehrkräfte, der Pferde, der Nahrungstiere und sonstiger Vorräte.
Von ihr wird zweiseitig eingeschlossen die quadratische Fluchtburg, die ohne Verteidigungsfall zusammen mit dem Donjon zum Wohnen und Schlafen der Herrschaft diente. Im Fall der Überwältigung von Portal und Vorburg durch die Angreifer, zogen sich die verbliebenen Verteidiger hierhin zurück, ein kleiner Rundturm auf der Mauerecke bot zusätzlichen Schutz. Zur Flucht der letzten Verteidiger verhalf ein in den Felsboden eingebrachter Gang, der von der Vorburg bis in den Donjon führte.
In der bergseitigen westlichen Ecke der Burg steht der massive runde Donjon, das Gebäude mit den dicksten und höchsten Mauern, das etwa hälftig, einmal hinter und ein andermal vor den Wehrmauern errichtet ist. Der Donjon und seine höchstgelegenen Räume waren die letzte Zuflucht der Bewohner der Burg. Die vor die Außenmauer vorspringende Bauweise des Turms gewährleistet eine weiträumige Übersicht der Umgebung aus den Schießscharten und eine entsprechende Abdeckung des Schussfeldes der Verteidiger. Unterhalb des Donjons gibt es ein in den Felsboden gestemmtes Trinkwasserreservoir, ehemals gespeist von einer Quelle oberhalb der Burg.
Heute sieht man nur noch die Ruinen der Burganlage und ihrer Wehrgräben, weitgehend überwuchert von der grünen Vegetation, deren Wurzelwerk an der Zerlegung der Mauerwerksteile großen Anteil hat.

### Der Gemüsegarten
Gegenüber dem Burgeingang zwischen den beiden Siedlungsstätten lag der Gemüsegarten, der heute noch gepflegt wird. Hier wurde nicht nur das Gemüse zur Ernährung der Bevölkerung angebaut, sondern es wurden auch medizinische Heilpflanzen kultiviert. Mit anwachsender Bevölkerung wurden zusätzlich auch Felder außerhalb der Siedlungsstätten angelegt.